# Пикурка
Пикурка (мар. Пигурык) — деревня в Сернурском районе Республики Марий Эл. Входит в состав Верхнекугенерского сельского поселения.

## География
Находится в северо-восточной части республики Марий Эл на расстоянии приблизительно 9 км на юго-восток от районного центра посёлка Сернур.

## История
В 1858 году в починке Пикурка проживали 40 человек. В 1884—1885 годах здесь насчитывалось 7 дворов, 52 человека. В 1919 году в 18 домах проживали 95 человек, в 1926 году в 14 дворах числилось 72 жителя, мари. В 1988 году в деревне числилось 9 домов и 21 человек, трудоспособных — 7. В 2000 году имелось 12 домов, из них 5 кирпичных и 7 деревянных. Хозяйство велось только в 6 домах. В советское время работали колхозы «Волна», имени Жданова и «Дружба».

## Население
Население составляло 13 человек (мари 100 %) в 2002 году, 24 в 2010.